# Homodes regularis
Homodes regularis är en fjärilsart som beskrevs av Pieter Cornelius Tobias Snellen 1880. Homodes regularis ingår i släktet Homodes och familjen nattflyn. Inga underarter finns listade i Catalogue of Life.